# 樱井钟螺
樱井钟螺（学名：Pseudotalopia sakuraii），是原始腹足目钟螺科Pseudotalopia的一种。主要分布于越南、台湾，常栖息在深海。